# 밤나방상과
밤나방상과(Noctuoidea)는 나방 상과의 하나로 나비목 중에서 가장 많은 종을 포함하고 있다. 분류 체계가 아직까지 만족할 만 하거나 안정적인 상태에 도달한 것은 아니다. 가장 최근의 분류 체계는 태극나방과와 밤나방과, 오이노산드라과, 도아과, 재주나방과 등의 7개 과를 포함하고 있다. 불나방과(Arctiidae)와 독나방과(Lymantriidae), 미크로녹투아과(Micronoctuidae) 등이 태극나방과에 포함되었다.

## 하위 분류
- 태극나방과 (Erebidae)
  - 불나방아과 (Arctiinae) : 약 11,000종
  - 독나방아과 (Lymantriinae) : 2,500-2,700종 이상
- 도아과 (Doidae)
- 밤나방과 (Noctuidae) : 약 11,770종
- 혹나방과 (Nolidae) : 약 1,400종
- 재주나방과 (Notodontidae) : 약 3,800종
- 오이노산드라과 (Oenosandridae)